# ممقان
مَمَقان شهری در بخش ممقان شهرستان آذرشهر استان آذربایجان شرقی است. براساس سرشماری مرکز آمار ایران در سال ۱۳۹۵، جمعیت آن بالغ بر ۱۷ هزار نفر بوده‌است. که از این جهت بیست و یکمین شهر پرجمعیت استان محسوب می‌گردد. تاریخ بنیاد ممقان دقیقاً معلوم نیست؛ ولی قدمت زاویهٔ «باباجابر» که قدیمی‌ترین اثر تاریخی این شهر محسوب می‌گردد به سدهٔ هفتم هجری می‌رسد. از آثار تاریخی ممقان می‌توان به «آرامگاه پیرحیران»، «مسجد حاجی‌یعقوب» و «بیجووور» اشاره کرد. «مزیدلو»، «امشج»، «یوخاری محله» و «آشاقا کوچه» از مهم‌ترین محله‌های این شهر به‌شمار می‌روند.

## قدمت
قدمت ممقان(با نام های مامقان، ماماقان، ماماغان، ماماگان) بر طبق برآورد ها بین حداقل ٨٠٠ تا ٩٠٠ سال، و حداکثر١٠٠٠ تا ١٢٠٠ سال است که تقریبا برابر است با به قدرت رسیدن ایلخانان که هلاکوخان ایلخانی پایه گزارش بوده است. در دوران صفویه لشگریان صفویه بارها در ممقان توقف کرداند و سپس به جنگ با امپراتوری عثمانی رفتند و از این نظر ممقان را میتوان خط مقدم جنگ های اولیه ایران و عثمانی دانست از طرفی قان در زبان ترکان باستان به معنی خان یا پادشاه بوده حتی بعضی از پادشاهان ترک ها و پادشاهان ایلخانی از پسوند قان برای خودشان استفاده میکردند و مثل  البته بر طبق نام این شهر _ شهرستان در واقع مامان خان بود که در طول تاریخ نامش عوض شده است. نقل‌قول‌های مختلفی دربارهٔ وجه تسمیهٔ ممقان ذکر شده‌است؛ از جمله این‌که نام واقعی این شهر «مامقان» و به‌معنای «شهر مادر غازان‌خان» بوده و بعدها به ممقان تغییر یافته‌است. عده‌ای نیز بر این عقیده‌اند که نام واقعی ممقان «مامغان» و به معنای «شهر مغان» بوده‌است.
تمامی منابع در مناطق باستانی شهرستان ثابت شده است ولی متاسفانه توجهی به ان ها نمیشود اگر توجهات به قدمت و اثار باستانی که از بین رفتند میشد شهرستان ممقان قطعا یک منطقه توریستی و گردشگری تبدیل میشد

## مردم
هم‌اکنون بیشترِ مردم ممقان به پخت و فراوری نخود مشغول هستند و جو، خربزه، زردآلو، گندم، نخودچی و هندوانه، گردو بادام و سایر محصولات کشاورزی از عمده‌ترین محصولات کشاورزی این شهر محسوب می‌شوند.همچنین «سوزن‌دوزی»، «جارو بافی»، «ممقان دوزی» و «قالی‌بافی» نیز از مهم‌ترین صنایع دستی این شهر به‌شمار می‌روند.
اکثر مردم این شهر به شغل نخودپزی که قدمتی ۵۰ ساله دارد مشغولند این صنعت در کل دنیا مختص شهر ممقان می‌باشد. با توجه به آمار بدست آمده در سال‌های پیش ۱٬۳۰۰ کارگاه نخودپزی در ممقان مشغول فعالیتند.
زبان بومی مردم این شهر ترکی آذربایجانی می‌باشد.
دین
مردم شهر ممقان از مسلمانان شیعه ۱۲ امامی است.

### جمعیت
بر پایه سرشماری عمومی نفوس و مسکن در سال ۱۴۰۰ جمعیت این مکان ۲۵,۶۰۰ نفر (۵۸۱۸ خانوار) بوده‌است.

## اماکن مهم
از اماکن دیدنی ممقان می‌توان به این‌جاها اشاره کرد:

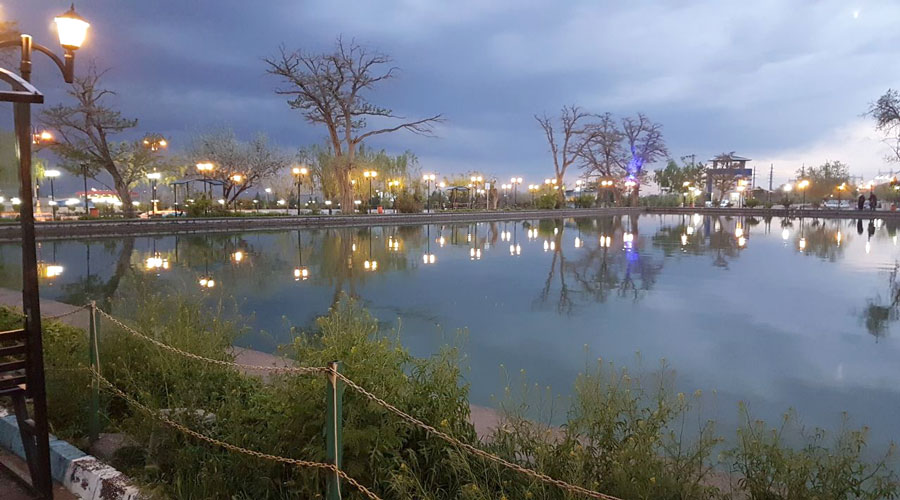
پارک بزرگ ایرینجی ممقان

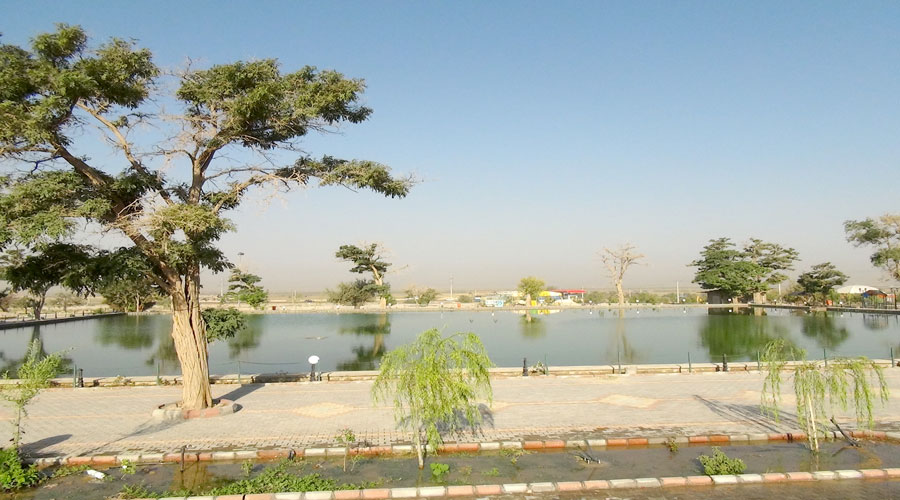
پارک بزرگ ایرینجی ممقان

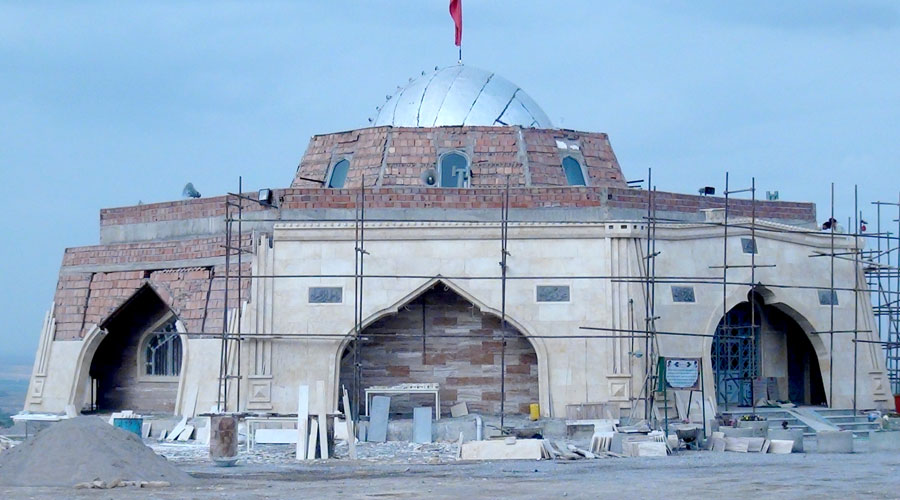
پیرحیران (مقبره شهدای گمنام ممقان)

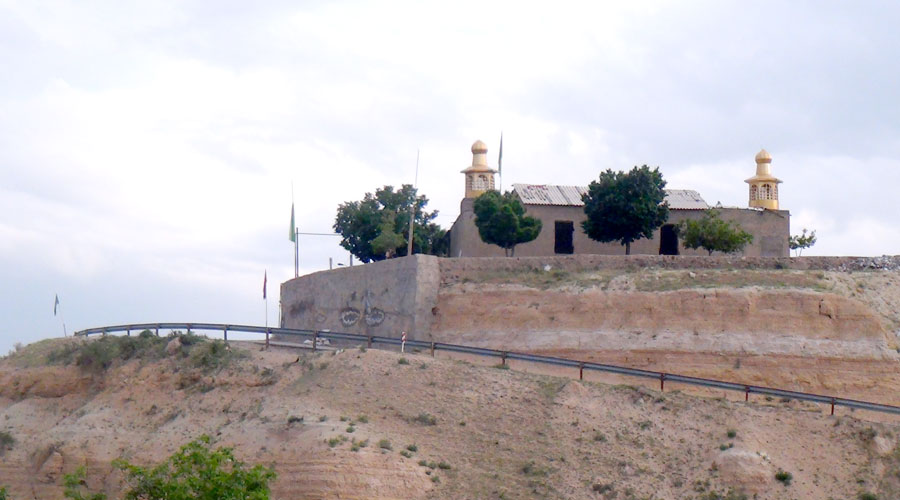
پیر حیران ممقان

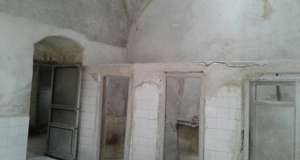
حمام تاریخی ممقان

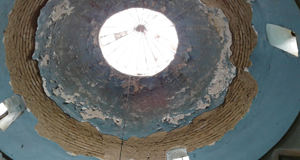
حمام تاریخی ممقان

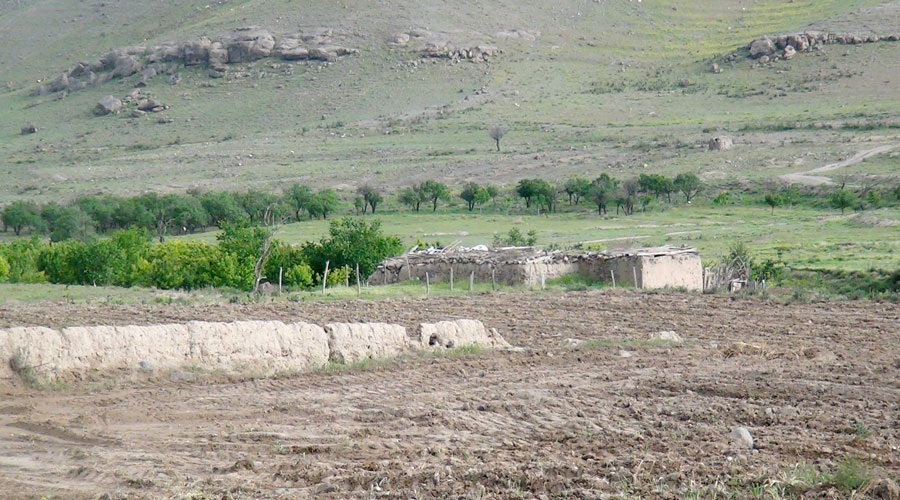
روستای تورامون ممقان

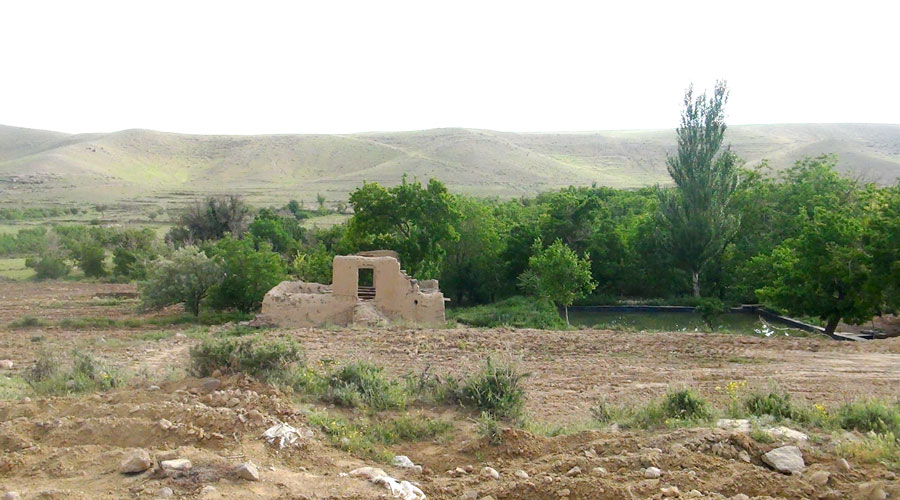
روستای تورامون ممقان

- پارک بزرگ ایرینجی

- مقبره پیرحیران-مقبره شهدای گمنام

- مقبره پیرجابر
- حمام تاریخی

- روستای متروکه تورامین

## دانشگاه‌ها
- دانشگاه شهیدمدنی آذربایجان
- دانشگاه آزاد اسلامی واحد ممقان
- دانشکده سما ممقان
- دانشگاه پیام نور واحد ممقان
- دانشگاه علمی کاربردی شیرین عسل[۷]

## صنایع
این شهر به عنوان نگین صنعت آذربایجان شناخته می‌شود و نزدیکی به صنایع بزرگی همچون ایران خودرو تبریز، ایران خودرو آذربایجان، شرکت بزرگ شیرین عسل، شرکت مهراصل، مادخودرو، گسترش فولاد (فولاد گستر کوثر تبریز)، معدن دیاتومیت و نزدیکی شهرک صنعتی شهید سلیمی در حریم این شهر قرار دارد و همچنین ممقان سالانه چهل درصد نخود خام ایران را تبدیل به نخودچی کرده و با صادرات آن به کشورهای اروپایی، آمریکایی، خاورمیانه و حوزه خلیج فارس سالانه ۵۰۰ میلیون دلار ارز وارد ایران میکند‌‌.